# 張紹載
張紹載（1923年—），河北省人，於國立北洋大學學習建築，到臺灣後從事建築師的工作成為臺灣建築師。

## 經歷
張紹載於1923年出生於北平，1947年畢業於國立北洋大學建築工程學系，至臺灣工作後，成為建築師，1951年當選該年中華民國優秀青年。除了建築設計領域的表現，張紹載還參與多個文藝協會組織並成為會員，如中國文藝協會、中國水彩畫會、中國攝影學會、中國藝術空間學會等。
張紹載主持經緯建築師事務所，其設計的「苗栗中山堂及教師會館」，於1967年評選為中華民國第一屆十大優秀建築師金鼎獎，在1976年第二次入選同獎項。1958至1965年擔任國立臺灣藝術專科學校副教授 。1968至1970年擔任中國建築學會常務理事，1969至1971年擔任臺北市建築藝術學會理事長，1969至1971年擔任年淡江文理學院建築系教授。1979年出版書籍《中國的建築藝術》。

## 建築作品
張紹載以承接學教建築居多，在設計建築時注重建築外觀的表現，習於在建築外表上附加裝飾性的構件。以下列出主要建築作品：
1965年，苗栗縣政府教師會館。
1965年，苗栗縣政府中山堂。
1966年，臺中私立曉明女子中學科學教室及辦公大樓、大禮堂。
1970年，省立臺中圖書館及中興堂。
1973年，淡水工商管理專科學校圖書館。
1980年，屏東縣立文化中心。